# Болтинский сельсовет
Болти́нский сельсовет — муниципальное образование в Сеченовском районе Нижегородской области.
Административный центр — село Болтинка.

## Состав сельского поселения
В состав сельского поселения входят 6 населённых пунктов:
| № | Населённый пункт | Тип населённого пункта       | Население |
| - | ---------------- | ---------------------------- | --------- |
| 1 | Александровка    | село                         | ↘199      |
| 2 | Бахметьевка      | деревня                      | ↘108      |
| 3 | Болтинка         | село, административный центр | ↘671      |
| 4 | Ильинка          | село                         | ↘182      |
| 5 | Кикинка          | деревня                      | ↘19       |
| 6 | Мяндровка        | село                         | ↘40       |

## Население
| 2002  | 2010  | 2012  | 2013  | 2014  | 2015  | 2016  |
| ----- | ----- | ----- | ----- | ----- | ----- | ----- |
| 1574  | ↘1219 | ↘1189 | ↘1152 | ↘1127 | ↘1103 | ↘1085 |
| 2017  | 2018  | 2019  | 2020  | 2021  |       |       |
| ↘1076 | ↘1060 | ↘1030 | ↘1008 | ↘980  |       |       |